# Dlhé Pole
Dlhé Pole – wieś (obec) na Słowacji położona w kraju żylińskim, w okręgu Żylina. Pierwsze wzmianki o miejscowości pochodzą z roku 1320.
Według danych z dnia 31 grudnia 2010, wieś zamieszkiwało 1989 osób, w tym 1021 kobiet i 968 mężczyzn.
W 2001 roku rozkład populacji względem narodowości i przynależności etnicznej wyglądał następująco:
- Słowacy – 98,81%
- Czesi – 0,52%